# السعفة السوداء
السعفة السوداء هي عدوى فطرية تصيب الطبقة العليا من الجلد.  و عادةً ما تظهر على شكل بقعة واحدة ذات لون بني داكن أو أسود، غير متقشرة، و مسطحة، و غير مؤلمة يتراوح حجمها من 1 إلى 5 سم على راحتي اليد أو باطن القدم.  كما يمكن أن تكون البقعة على شكل التهاب جلدي قليل أو معدوم.  وذلك في الأشخاص الذين يتمتعون بصحة جيدة. 
وهو نوع من الفطار البلعومي وليس سعفة.  معظم الحالات ناجمة عن Hortaea wernecki ، و هو فطر مصطبغ، عبارة عن خميرة داكنة توجد في مياه الصرف الصحي و التربة و المواد النباتية المتعفنة والأماكن التي تحتوي على نسبة عالية من الملح مثل الأسماك المملحة المتعفنة أو على الشواطئ، حيث قد يؤدي الاتصال بالرمل إلى انتقال العدوى.   والتي غالبا ما تأتي عن طريق الاتصال المباشر.  حيث يدخل الفطر و يستقر في الطبقة الخارجية الميتة من الجلد، دون غزو الأنسجة العميقة. 
يتم التشخيص من خلال فحص الطفح الجلدي أو تنظير الجلد أو الفحص المجهري أو زراعة كشط الجلد.  تشمل الحالات الأخرى التي قد تظهر بشكل مشابه مرض أديسون، و الزهري ، والداء العليقي، والورم الميلانيني ، والنمش، والحزاز المسطح. و وحمة الخلايا الصباغية الوصلية .  يتم العلاج باستخدام مرهم ويتفيلد الموضعي أو مرهم حمض الساليسيليك.  كما أن مضادات الفطريات الموضعية أو أخذ إيتراكونازول عن طريق الفم هي خيارات أخرى.  و كشط الآفة يمكن أن يكون علاجيا أيضا.  تتم الوقاية من خلال تدابير النظافة العامة. 
السعفة السوداء غير شائعة.  و تحدث بشكل عام في البلدان الاستوائية و شبه الاستوائية في أمريكا الوسطى أو الجنوبية و منطقة البحر الكاريبي و أوروبا و جنوب شرق آسيا و أستراليا و الشرق الأقصى.  و هي نادرة في اليابان ولكنها ليس غير شائعة في الولايات المتحدة .  تم وصف المرض لأول مرة من قبل ألكسندر سيركويرا من البرازيل في عام 1891.  و لم يتم الإبلاغ عن أي حالات في الحيوانات. 